# Карл де Бур
Карл Готард де Бур (на немски: Carl Gotthard de Boor) е известен германски историк византолог, възпитаник на Теодор Момзен.
Работи предимно в областта на сравнителния анализ, предприема пътувания из Англия, Испания, Италия и Гърция, и прекарва много време по манастирски библиотеки в изучаването на стари ръкописи. Негови статии са цитирани от Васил Златарски в „История на българската държава през средните векове“.

## Избрана библиография
- Nicephori archiepiscopi Constantinopolitani Opuscula historica, Accedit Ignatii diaconi Vita Nicephori. 1880.
- Theophanis Chronographia. 2 Bände, 1883–85.
- Theophylacti Simocattae Historiae. 1887.
- Vita Euthymii. 1888
- Verzeichnis der griechischen Handschriften der Bibliothek zu Berlin. Bd. 2, 1897
- Excerpta de Legationibus I–II = Excerpta Historica iussu Imp. Constantini Porphyrogeniti confecta Bd. 1, 1–2, 1903.
- Excerpta de insidiis = Excerpta Historica iussu Imp. Constantini Porphyrogeniti confecta Bd. 1, 3, 1905.
- Georgii Monachi Chronicon I-II. 1904.